# Lepidozia succida
Lepidozia succida là một loài Rêu trong họ Lepidoziaceae. Loài này được Mitt. mô tả khoa học đầu tiên năm 1860.